# Puerto Bermejo
Puerto Bermejo es una localidad argentina ubicada en el departamento Bermejo, al sudeste de la provincia del Chaco. Originalmente ubicada sobre la margen derecha del río Paraguay, a 15 kilómetros de la desembocadura del río Bermejo sobre este último, fue trasladado a un lugar más alto ubicado a 4 km del original tras las inundaciones de 1983 y 1992 que socavaron las costas del pueblo. El lugar actual se llamó Nuevo Asentamiento, y es donde se encuentra oficialmente hoy la localidad de Puerto Bermejo. No obstante, algunos pobladores aún se niegan a abandonar el asentamiento original, situación que el INDEC diferenció bautizando Puerto Bermejo Viejo y Puerto Bermejo Nuevo a ambas poblaciones.

## Vías de comunicación
La localidad no cuenta con acceso asfaltado; a comienzos de 2023 se habían concluido casi la mitad de los trabajos de pavimentación del acceso hasta la localidad de General Vedia, previéndose el fin de la obra ese mismo año. El acceso principal es la combinación de las rutas provinciales 1 y 3, distando 15 kilómetros del pavimento. La RP3 a su vez dista 28 kilómetros de la ruta Nacional 11 (asfaltada), y que la comunica con las ciudades de Resistencia y Formosa. La Ruta Provincial 1 la comunica con la localidad de General Vedia y La Leonesa, y desde esta a Resistencia a través de las rutas RP56 y RN11-
En 1943 fue declarada Lugar Histórico Nacional por el Poder Ejecutivo Nacional, tras la recomendación de la Comisión Nacional de Museos, Monumentos y Lugares Históricos. Esto se debe a su condición como una de las primeras localidades de la provincia y haber servido de cabecera para las incursiones militares que incorporarían las tierras del interior del Chaco al dominio nacional.

## Historia
Ya en 1870 estaba instalada en el lugar Victoria Pereira, quien había logrado establecer una verdadera avanzada en territorio chaqueño, empleando a los indígenas como peones. También registra Alejo Peyret en 1888 que Carlos Campia se hallaba situado en ese paraje desde 1869, previo pago a un cacique indígena de un tributo.
Bermejo fue una de las primeras localidades en ser fundada en la provincia. En 1884 el presidente Julio Argentino Roca resuelve incorporar al dominio nacional todos los territorios del Chaco. Fue así como se envió un gran contingente militar al mando del Ministro de Guerra y Marina General Benjamín Victorica para que avanzara por el río Bermejo hasta la provincia de Salta y sometiese a los indígenas. El 6 de octubre de 1884 llegó a bordo del "Maipú" a un lugar denominado Timbó, en las inmediaciones de la desembocadura del río Bermejo sobre el río Paraguay. Victorica observó la altura de la costa que proporcionaba un excelente fondeadero, y las grandes extensiones de tierra con condiciones agrícolas a sus espaldas, y resolvió fundar allí una localidad que sirviera de cabeza de puente a la expedición que se le encomendó. Además creó ese día la Subprefectura Marítima de Bermejo, para dar apoyo y proteger a las tropas que se internarían en el monte chaqueño.
Esa fundación militar sería refrendada recién 4 años después, cuando un decreto del presidente Miguel Juárez Celman formalizaría la creación del pueblo, asignándole un territorio de 10 000 hectáreas. A diferencia de otras poblaciones contemporáneas, la fundación de Bermejo no fue respaldada con la política de colonización oficial, lo cual seguramente influyó en su pobre posterior desarrollo. Se sabe por un informe de Peyret que habitaban unas 600 personas el paraje en 1888.
La economía local tuvo un primer impulso con las actividades de extracción de madera, aunque las tierras también eran aptas para el cultivo de caña de azúcar, maní, maíz, tártago y sorgo. La actividad forestal, realizada sin ningún tipo de control oficial, situó a Puerto Bermejo a comienzos del siglo XX como un pujante puerto de embarque de dicha materia prima. La agricultura por su parte no prosperó, las tierras resultaron bajas y anegadizas, quedando lotes enteros en cañadas. La celeridad que no tenía el Ministerio para entregar tierras a los productores, sí la tuvo para entregarlas a latifundios que nunca explotaron la tierra; estas grandes extensiones aislaron de hecho a Puerto Bermejo, compeliéndolo a las vicisitudes de la navegación fluvial.
El puerto fue también muy usado por las colonias situadas al norte de Resistencia, ya que el río Negro era un obstáculo insalvable para el transporte de la producción. La construcción de un puente levadizo sobre el río en 1903 quitó de escena a Bermejo como importante salida de la producción agrícola. La vecindad de Pilar y Humaitá en Paraguay también constituyeron desde sus inicios en una fuente de ingresos por el intercambio comercial. En 1905 ya se vivió una inundación como la que provocaría la mudanza del poblado a fines del siglo XX, y los pobladores debieron afincarse temporalmente en un lugar alto ubicado a 5 kilómetros.
La navegación fluvial sobre el río Bermejo fue el último hecho que contribuyó al inconstante desarrollo local. En 1911 se inauguró el servicio entre Barranqueras y Presidencia Roca, y se instalaron aquí los talleres y astilleros que asistían a las embarcaciones. Cuando se cerró la navegación fluvial en 1949, doscientas personas perdieron su cotidiana fuente de ingresos.

## Economía
La economía se basa en las explotaciones agrícolas y ganaderas de la zona, aunque esta es la zona más pobre de todo el departamento Bermejo. Otra importante fuente de ingresos es el tráfico fronterizo con las localidades paraguayas de Pilar y Humaitá, para cuyo control el pueblo cuenta con una sede de la Prefectura Naval Argentina. A pesar de que el puerto está presente en el nombre de la localidad, la carencia de infraestructura portuaria es un obstáculo para el desarrollo de la misma, razón por la cual desde 1998 se vienen realizando gestiones para la construcción de un puerto. Existe también en Bermejo una fábrica de harina de mandioca.
Otro proyecto importante que se espera dé un nuevo impulso a la economía local es la construcción de un puente internacional que una Bermejo con la cercana ciudad de Pilar, en el departamento de Ñeembucú, Paraguay. Entre las razones esgrimidas -además de los réditos económicos para la zona- están la posibilidad de crear un nuevo eje vial entre Brasil y Chile, y sumar una conexión para los 30.000 paraguayos emigrados a la provincia del Chaco.

## Toponimia
La expedición de Victorica que fundó la ciudad debía internarse en el río Bermejo, y eligió el lugar por su altitud y cercanía a dicho río. Es por esto que aun cuando el pueblo se asienta sobre el río Paraguay lleva el nombre del río que se encuentra a 15 kilómetros. No obstante el nombre de Puerto, Bermejo no cuenta ni tuvo infraestructura portuaria propiamente dicha.

## Población
El Asentamiento Nuevo, denominado por el INDEC Puerto Bermejo Nuevo, contaba con 1,819 habitantes (Indec, 2010), lo que más que duplica los 623 habitantes (Indec, 1991) del censo anterior. No obstante, todavía se encuentran en el viejo asentamiento algunas familias que sumaban otros 209 habitantes (Indec, 2001), menos de un cuarto de los 849 habitantes (Indec, 1991) del censo previo. 9
En el municipio el total ascendía a los 1,832 habitantes (Indec, 2001).